# Aume
Die Aume ist ein Fluss in Frankreich, der in der Region Nouvelle-Aquitaine verläuft. Sie entspringt im Gemeindegebiet von Bouin, entwässert generell Richtung Süd bis Südost und mündet nach rund  32 Kilometern im Gemeindegebiet von Ambérac als rechter Nebenfluss in die Charente.
Auf ihrem Weg durchquert die Aume die Départements Deux-Sèvres und Charente.

## Orte am Fluss
- Bouin
- Longré
- Saint-Fraigne
- Aigre